# Бомбейская кошка
Бомбе́йская ко́шка, или бомбей — короткошёрстная порода кошек, признанная WCF, ACF, CFA, TICA , ACFA.

## История
Бомбейская кошка, несмотря на экзотическое название, никакого отношения к Индии не имеет. Она была выведена в 50-е годы XX столетия американскими любителями в штате Кентукки, с целью создания миниатюрной кошачьей копии чёрной пантеры. Для этой цели были скрещены бурые кошки бурманской породы с чёрными кошками породы «американская короткошёрстная». Выведение «чистой» породы длилось 4 поколения кошек, пока не был достигнут положительный результат: была выведена «маленькая пантера». Её шерсть была чёрной и блестящей, плотной и гладкой, как сатин. Голова круглая и пропорциональная по отношению ко всему телу. Эта новая порода была официально зарегистрирована в 1958 году. От первой вязки до признания породы прошли 23 года.
Первой организацией, которая зарегистрировала бомбейскую породу, и допустила его к участию в Чемпионате, стала Американская организация CFA (The Cat Fanciers' Association) в 1976 году.
Сегодня порода бомбей принята во всех ведущих американских фелинологических организациях. До сих пор разрешены вязки бомбеев с соболиной бурмой и чёрной американской короткошёрстной кошкой.

## Внешности
В совершенно чёрной, однотонной шерсти бомбейских кошек должны отсутствовать и светлые волоски, и пятна иных оттенков. Правда, котята часто рождаются с маленькими пятнышками, которые со временем исчезают. Их глаза, как и у картезианцев, сперва голубые, затем серые — пока не принимают свой окончательный жёлто-оранжевый цвет.

## Стандарт породы
- Тело: Средней величины, изящный и удлинённый корпус. Длинный, элегантный хвост.
- Голова: Круглая, короткая. Обводы плавные. У некоторых кошек нос слегка приплюснут так называемый современный тип. У некоторых нос обычный — так называемый традиционный тип. Уши прямые, закруглённые на кончиках. Глаза только янтарного цвета.
- Шерсть: Короткая, плотная и блестящая, плотно прилегающая к телу, с лаковым блеском.
- Характер: Кошки этой породы любят человеческое общество, хорошо ладят с детьми, уживаются с собаками.

Приспособлены к жизни дома, игривые, ласковые, очень умные, хорошо поддаются дрессировке, любят хозяина. Эта порода сохранила как экстравертивные черты бурманской, так и среднюю активность и реактивность американской короткошерстой породы. Кошки много мяукают, но делают это нежно и ненастойчиво. Они общительны, допускают присутствие других животных, охотно играют с детьми, могут быть недоверчивы к чужим людям и к слишком навязчивым и злым детям, любят общаться с человеком, плохо переносят, если их надолго оставляют в одиночестве или не обращают на них внимания. Котята очень прожорливы. Любят тепло. Только неизвестно, как они будут находиться на улице даже на короткий промежуток времени.